# Dissochaeta conica
Dissochaeta conica är en tvåhjärtbladig växtart som först beskrevs av Reinier Cornelis Bakhuizen van den Brink, och fick sitt nu gällande namn av Gudrun Clausing. Dissochaeta conica ingår i släktet Dissochaeta och familjen Melastomataceae. Inga underarter finns listade i Catalogue of Life.